# Glyptothorax pallozonus
Glyptothorax pallozonus is een straalvinnige vissensoort uit de familie van zuigmeervallen (Sisoridae). De wetenschappelijke naam van de soort is voor het eerst geldig gepubliceerd in 1934 door Lin.